# 1928年の政治
1928年の政治（1928ねんのせいじ）では、1928年（昭和3年）の政治分野に関する出来事について記述する。

## できごと

### 1月
- 1月17日 - レフ・トロツキー逮捕。
- 1月21日 - 立憲民政党、田中義一内閣不信任案提出。上程前に衆議院解散。
- 1月23日 - 日ソ漁業条約署名。
- 1月31日 - トロツキーがカザフ共和国のアルマアタに流刑。

### 2月

第16回衆議院議員総選挙の結果。第16回総選挙は普通選挙法成立後最初の総選挙であり、戦前の二大政党である立憲政友会と立憲民政党が多く議席を占めた。また無産政党も議席を得ている。

- 2月3日 - 日本労働党、社会民衆党、労働農民党、立憲民政党、立憲政友会の5党代表立会演説会開催。
- 2月9日 - ニカラグアでアウグスト・セサル・サンディーノ率いる国民主権防衛軍がニカラグア駐留のアメリカ海兵隊を攻撃。
- 2月20日 - 第16回衆議院議員総選挙（普通選挙による最初の衆議院議員総選挙）。

### 3月
- 3月12日 - マルタがイギリス自治領となる。
- 3月15日 - 日本共産党に対する一斉検挙（三・一五事件）。
- 3月31日 - ドイツ国会（ライヒスターク）解散[1]。

### 4月
- 4月10日
  - 治安警察法により労働農民党、日本労働組合評議会、全日本無産青年同盟に解散命令。
  - イリノイ州シカゴで共和党の予備選挙が開催（パイナップル予選）。
- 4月12日 - イタリア・ミラノでベニート・ムッソリーニに対する爆弾テロ発生。周囲にいた17名が死亡。
- 4月20日
  - 第55特別議会召集（4月23日開院式、5月7日閉院式）。
  - 第2次山東出兵決定。
- 4月28日
  - 帝国議会停会（3日間）。
  - 衆議院、鈴木喜三郎内相処決決議案上程。

### 5月
- 5月1日 - 帝国議会停会（3日間）。
- 5月3日
  - 済南事件。日本軍が山東省済南で国民革命軍と衝突。
  - 鈴木喜三郎内相辞任。後任は田中首相が兼務。
- 5月7日 - 第3次山東出兵決定。
- 5月23日 - 内務大臣に望月圭介。
- 5月28日 - ドイツ国会選挙。

### 6月

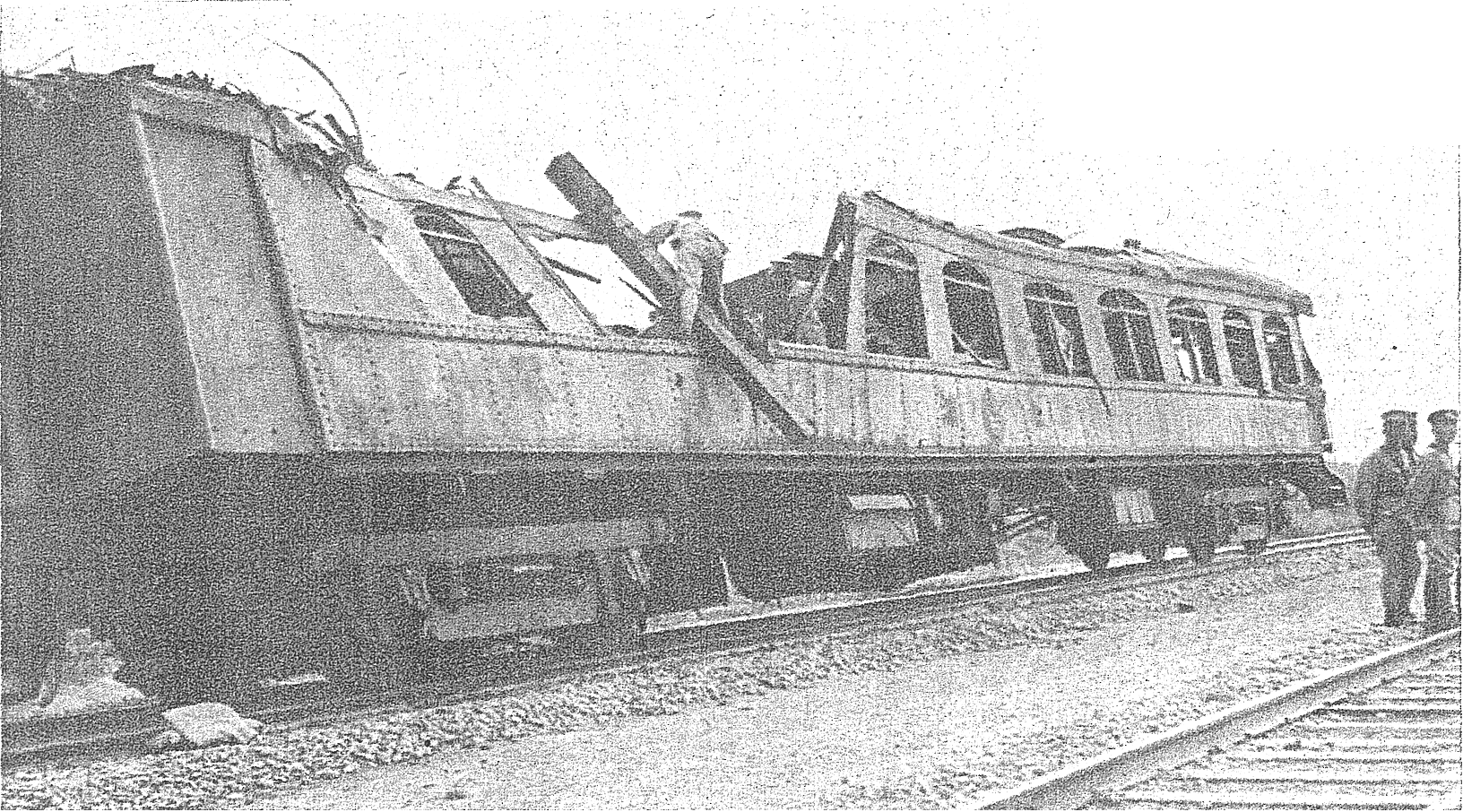
関東軍が張作霖を謀殺する。写真は張作霖の乗っていた貴賓車の残骸。

- 6月4日 - 張作霖爆殺事件（満洲某重大事件）。
- 6月28日 - 独、第2次ヘルマン・ミュラー内閣成立。
- 6月29日 - 緊急勅令で治安維持法改正公布施行（死刑・無期刑、目的遂行罪を追加）。

### 7月
- 7月1日 - 内務省警保局に保安課設置。
- 7月2日 - イギリス、女性参政権を認める法律施行。
- 7月3日 - 全府県警察部に特別高等警察（特高）設置。
- 7月17日 - メキシコのアルバロ・オブレゴン大統領がホセ・デ・レオン・トーラルに暗殺される。
- 7月19日 - 中華民国国民政府が日華通商条約の廃棄を通告。
- 7月22日 - 無産大衆党結成。書記長に鈴木茂三郎。
- 7月25日 - アメリカ合衆国、中華民国から撤兵。

### 8月
- 8月1日 - 床次竹二郎、民政党を脱党。
- 8月2日 - 伊エチオピア友好条約調印。
- 8月9日 - 床次竹二郎ら、新党倶楽部結成。
- 8月27日 - パリ不戦条約（ケロッグ＝ブリアン条約、ケロッグ＝ブリアン協定）調印（日本を含む15か国が署名）。日本では「人民の名に於て」の字句が政治問題化。

### 9月
- 9月1日 - アルバニアで憲法改正、君主制（アルバニア王国）に移行。アフメト・ゾグ大統領が国王ゾグ1世を名乗る。
- 9月7日 - 経済審議会官制公布。

### 10月
- 10月1日 - 陪審法施行。
- 10月6日 - 日本共産党（第二次共産党）の書記長渡辺政之輔が台湾基隆で官憲を射殺し逃亡、自殺[2]。
- 10月7日 - ハイレ・セラシエ1世がアビシニア王に即位。
- 10月8日 - 蔣介石が国民政府主席に就任。

### 11月

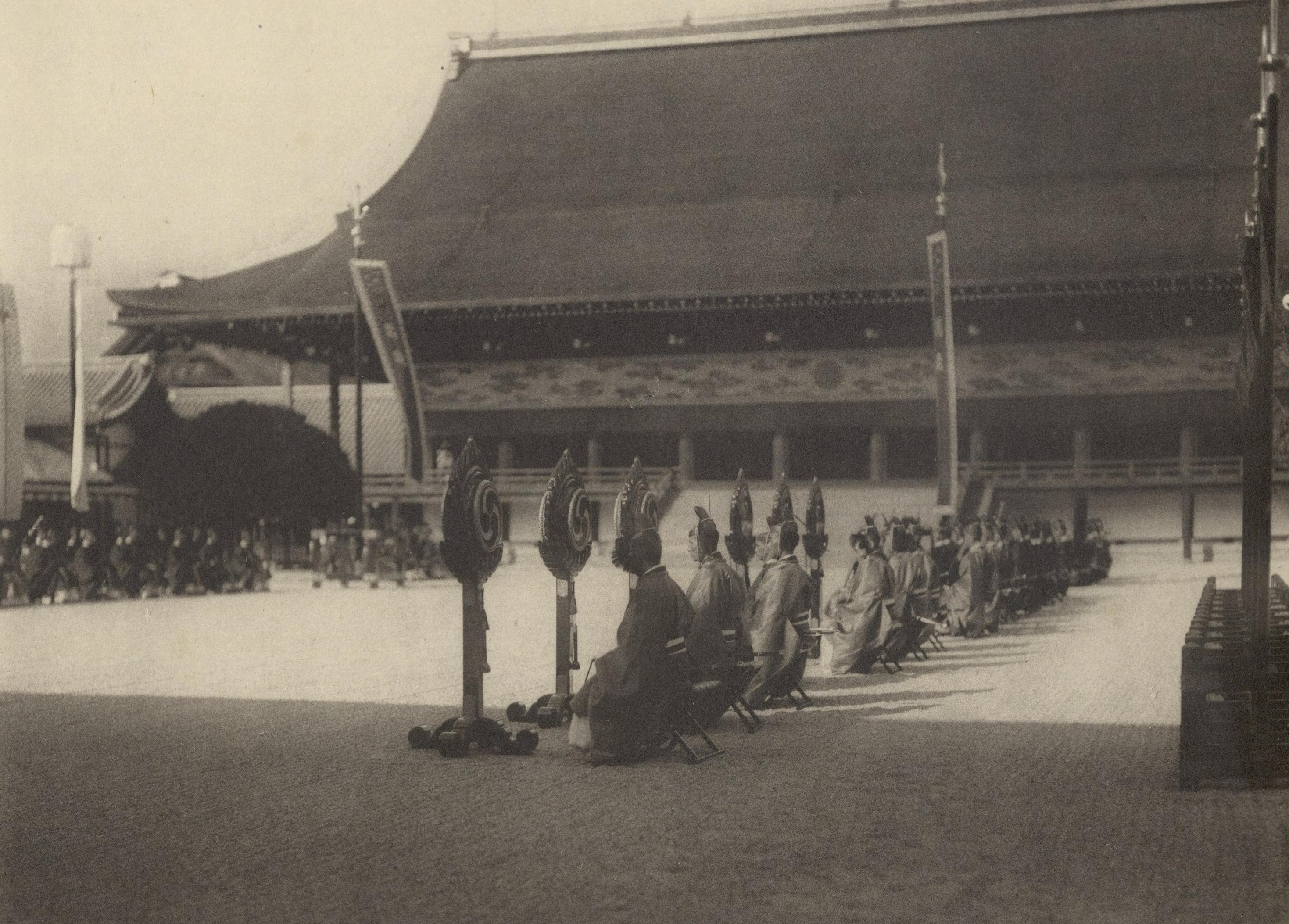
昭和天皇即位の礼（御大礼、御大典）紫宸殿の儀。

- 11月6日 - 1928年アメリカ合衆国大統領選挙で、共和党のハーバート・フーバーが大差で当選。
- 11月10日 - 昭和天皇即位の礼。
- 11月14日 - 大嘗祭。

### 12月
- 12月20日 - 日本大衆党結成。委員長に高野岩三郎、書記長に平野力三。
- 12月21日 - アメリカ合衆国議会、ボールダー・ダム（後にフーバー・ダムと改称）の建設を許可する決議を採択。
- 12月24日 - 第56議会召集（12月26日開院式、昭和4年3月26日閉院式）。